# 野中モモ
野中 モモ（のなか もも、1973年 - ）は、日本のライター、翻訳家。東京都生まれ。立教大学社会学部社会学科卒業。ロンドン大学ゴールドスミスカレッジで美術史（20世紀）修士課程を修了。
自主制作出版物オンラインショップ「Lilmag」の店主を務める。

## 著書

### 単著
- デヴィッド・ボウイ : 変幻するカルト・スター（筑摩書房、2017、ちくま新書）
- 野中モモの「ZINE」 小さなわたしのメディアを作る（晶文社、2020、シリーズ日常術）

### 共著
- 世界のサブカルチャー 屋根裏 監修,屋根裏, どどいつ文庫伊藤, ばるぼら, タコシェ, 野中モモ, タブロイド, 福井康人, みち 著 翔泳社 2008 (NT2X)
- インディ・ポップ・レッスン: Twee Grrrls Clubのフェイバリット・ディスクガイド 著者: Twee Grrrls Club その他執筆者(順不同) 野中モモ、山崎まどか、甲斐みのり、浅見広樹(通称「ネオアコ本」で共著)、岡人史(Sloppy Joe)、Zico(OZ/RUBY)、中村義響(JETSET RECORDS)、森川直樹(FASTCUT RECORDS)、山口美波(SHE TALKS SILENCE)、山田岳彦(FILE-UNDER RECORDS)、Kip Berman(Pains Of Being Pure At Heart)、大藤桂(diskunion)  DU BOOKS 2012
- 音楽マンガガイドブック (音楽マンガを聴き尽くせ) 松永良平 (監修), 師岡とおる (イラスト), 野中モモ, 多屋澄礼, 安田謙一, 田中千絵, 大谷由美子, ばるぼら, 岸野恵加, 渡部雷太, 井口啓子, 井上貴裕 , 足立守正, 澤部渡, 高橋健太  DU BOOKS 2014
- 日本のZINEについて知ってることすべて : 同人誌,ミニコミ,リトルプレス-自主制作出版史1960～2010年代 ばるぼら, 野中モモ 編著 誠文堂新光社 2017

### 翻訳
- ベン・ショットの英国博覧記 ベン・ショット 著,野中モモ 訳 日経BP社 2004
- ポストパンク・ジェネレーション : 1978-1984 サイモン・レイノルズ 著,野中モモ 監訳,野中モモ, 新井崇嗣 訳 シンコーミュージック・エンタテイメント 2010
- アンダーグラウンド・ロックTシャツ RIPPED シーザー・パディーヤ  (著), 野中モモ (監修), 桜井真砂美 (翻訳) スペースシャワーネットワーク (P‐Vine BOOKs)  2010
- ガール・ジン : 「フェミニズムする」少女たちの参加型メディア アリスン・ピープマイヤー 著,野中モモ 訳 太田出版 2011
- デヴィッド・ボウイ・イズ ヴィクトリア・ブロークス, ジェフリー・マーシュ 著,野中モモ 訳 スペースシャワーブックス 2013 のち『デヴィッド・ボウイ・イズ 復刻版』
- フライターグ物語をつむぐバッグ チューリッヒ・デザイン・ミュージアム, レナーテ・メンツィ 著,野中モモ 訳 パルコエンタテインメント事業部 2014
- つながりっぱなしの日常を生きる : ソーシャルメディアが若者にもたらしたもの ダナ・ボイド 著,野中モモ 訳 草思社 2014
- 物を作って生きるには : 23人のMaker Proが語る仕事と生活 John Baichtal 編,野中モモ 訳 オライリー・ジャパン 2015 (Make : Japan Books)
- GIRL IN A BAND : キム・ゴードン自伝 キム・ゴードン 著,野中モモ 訳 DU BOOKS 2015
- ボウイ・トレジャーズ マイク・エヴァンズ 著,野中モモ 訳 スペースシャワーネットワーク 2016
- いかさまお菓子の本 : 淑女の悪趣味スイーツレシピ クリスティン・マッコーネル 著,野中モモ 訳 国書刊行会 2017
- バッド・フェミニスト ロクサーヌ・ゲイ 著,野中モモ 訳 亜紀書房 2017
- ミルクとはちみつ ルピ・クーア (著), Rupi Kaur (原著), 野中 モモ (翻訳) アダチプレス 2017
- 『世界を変えた50人の女性科学者たち』レイチェル・イグノトフスキー（著）、Rachel Ignotofsky（原著）野中モモ（翻訳） 創元社、2018
- 『飢える私 : ままならない心と体』ロクサーヌ・ゲイ 著,野中モモ 訳 亜紀書房 2019
- 『歴史を変えた50人の女性アスリートたち』レイチェル・イグノトフスキー 著,野中モモ 訳 創元社 2019
- 『イラストで学ぶジェンダーのはなし : みんなと自分を理解するためのガイドブック』アイリス・ゴットリーブ イラスト・文,野中モモ 訳 フィルムアート社 2021
- 『社会を変えた50人の女性アーティストたち』レイチェル・イグノトフスキー 著,野中モモ 訳 創元社 2021
- 『女パンクの逆襲 : フェミニスト音楽史』 ヴィヴィエン・ゴールドマン 著,野中モモ 訳 Pヴァイン 2021 (ele-king books)
- 『ナイーヴィー』ココ・カピタン 著 パルコエンタテインメント事業部 2022